# Severní Yorkshire
Severní Yorkshire (anglicky: North Yorkshire) je anglické ceremoniální, nemetropolitní hrabství v regionu Yorkshire a Humber. Bylo vytvořeno roku 1974 a s rozlohou 8 654 km² tvoří největší hrabství v zemi.
Ceremoniální hrabství (včetně čtyř unitary authority) má hranice s hrabstvími East Riding of Yorkshire, South Yorkshire, West Yorkshire, Lancashire, Cumbria a Durham.

## Historie
Severní Yorkshire byl vytvořen 1. dubna 1974 jako výsledek Local Government Act 1972 a pokrývá většinu historického Severního ridingu, stejně tak jako severní část Západního ridingu, severní a východní okraje Východního ridingu hrabství Yorkshire a bývalé hrabství York. York se stal unitary authority (nezávislým na radě nemetropolitního hrabství, stále ale součástí ceremoniálního Severního Yorkshiru) dne 1. dubna 1996.

## Správní členění
Ceremoniální hrabství je rozděleno do 11 distriktů:
1. Selby
2. Harrogate
3. Craven
4. Richmondshire
5. Hambleton
6. Ryedale
7. Scarborough
8. York (unitary authority)
9. Redcar and Cleveland (unitary authority)
10. Middlesbrough (unitary authority)
11. Stockton-on-Tees (unitary authority)

Uvažovalo se o zrušení rad sedmi distriktů a rady nemetropolitního hrabství a vytvoření jediné unitary authority Severní Yorkshire. Dne 25. července 2007 byl ale tento plán zamítnut.

## Hospodářství
Níže je tabulka uvádějící strukturu hospodářství Bedfordshiru. Hodnoty jsou v milionech liber šterlinků.
| Rok  | Přidané hodnoty | Zemědělství | Průmysl | Služby |
| ---- | --------------- | ----------- | ------- | ------ |
| 1995 | 7,278           | 478         | 2,181   | 4,618  |
| 2000 | 9,570           | 354         | 2,549   | 6,667  |
| 2003 | 11,695          | 390         | 3,025   | 8,281  |

## Doprava
Severním Yorkshirem vedou pouze dvě dálnice, a to A1(M) a A66(M). Další hlavní silnice jsou A1, A19 a A66.
East Coast Main Line, North TransPennine a nová Grand Central vedoucí z Londýna do Sunderland jsou hlavními vlakovými linkami v hrabství. Největší stanicí s jedenácti nástupišti je York.
V Yorku funguje dopravní skupina Arriva a Dales & District. Vedle normálních autobusů funguje i služba park and ride.

## Sporty
Nejúspěšnějším fotbalovým klubem Severního Yorkshiru je Middlesbrough FC. Také má jeden automobilový okruh, Croft Circuit.

## Města a vesnice
Místa psaná kurzívou leží mimo Severní Yorkshire.
- Ampleforth, Appleton-le-Moors
- Bedale, Bolton-on-Swale, Boroughbridge, Borrowby (Hambleton), Borrowby (Scarborough), Brompton (Hambleton), Brotton, Buckden
- Castleton, Catterick, Catterick Garrison, Cawood, Clapham, Conistone
- Dalton (Hambleton), Dalton (Richmondshire), Danby Wiske
- Easby (Hambleton), Easingwold, Egton
- Filey
- Giggleswick, Glasshouses, Goathland, Grassington, Great Ayton, Grosmont, Guisborough
- Harrogate, Hawes, Hebden, Helmsley, Horton in Ribblesdale, Hunmanby, Huntington
- Ingleton
- Kettlewell, Kilnsey, Kirkbymoorside, Knaresborough
- Leyburn
- Malham, Malton, Masham, Marske-by-the-Sea, Middleham, Middlesbrough,
- New Marske, Northallerton, Norton-on-Derwent
- Osmotherley
- Pateley Bridge, Pickering
- Redcar, Reeth, Richmond, Rievaulx, Ripon, Robin Hood's Bay, Romanby
- Saltburn, Scarborough, Scorton, Selby, Settle, Sheriff Hutton, Skelton, Skipton, Sowerby, Stokesley, Streetlam, Sutton-under-Whitestonecliffe
- Tadcaster, Thirsk, Thornaby-on-Tees
- Whitby,
- Yarm, York

## Zajímavá místa
Místa psaná kurzívou leží mimo Severní Yorkshire.
- Bolton Abbey
- Bolton Castle
- Catterick Garrison
- Cleveland Hills
- Duncombe Park

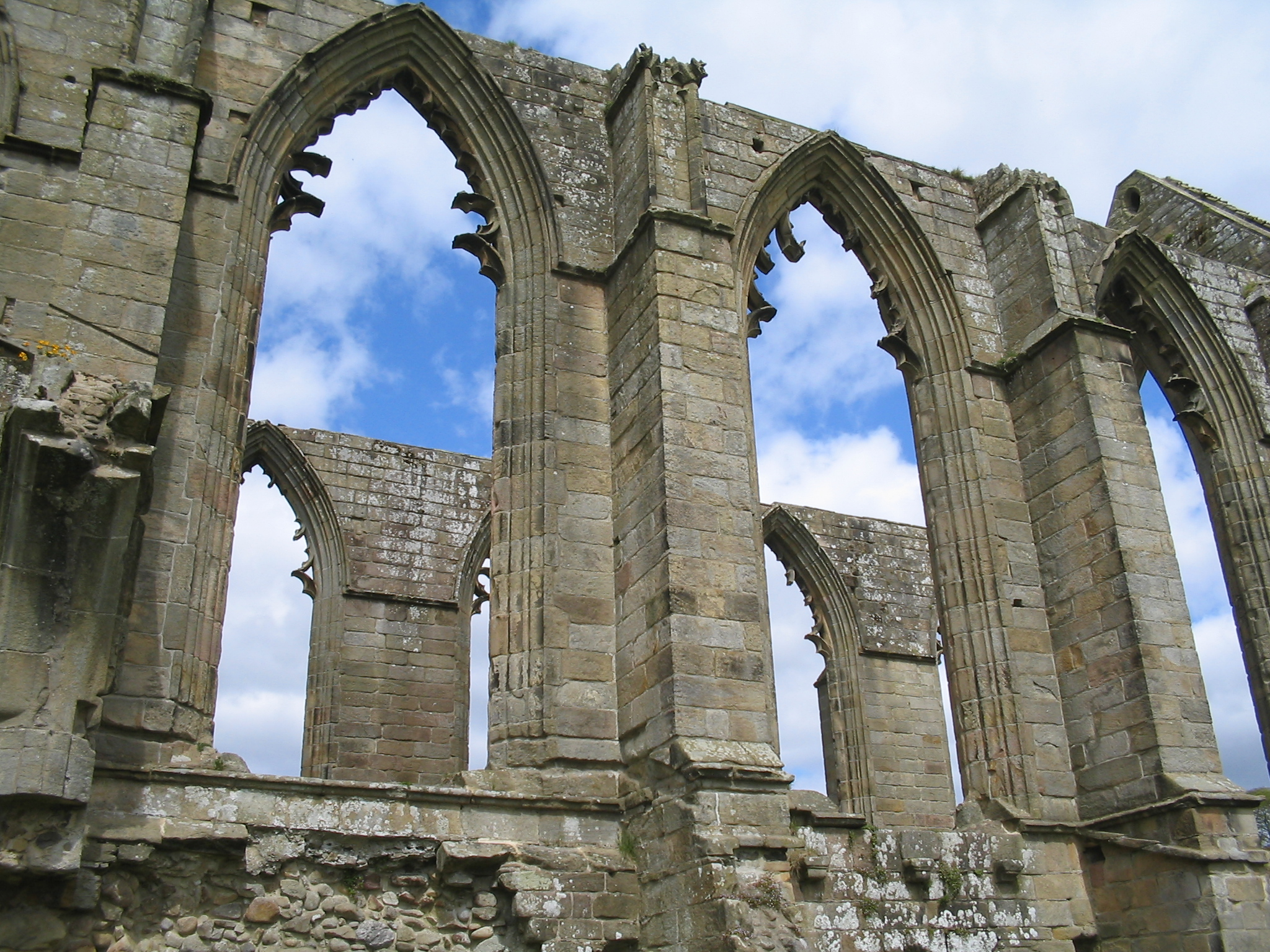
Bolton Abbey

- Embsay & Bolton Abbey Steam Railway
- Falconry UK Ltd. Birds of Prey and Conservation Centre
- Fountains Abbey
- Helmsley Castle
- Lightwater Valley
- Malham Cove
- Middleham Castle
- Mount Grace Priory
- North Yorkshire Moors Railway
- Ormesby Hall
- Richmond Castle
- Rievaulx Abbey
- Selby Abbey
- Shandy Hall
- Skipton Castle
- Studley Royal Park
- Wharram Percy
- Whitby Abbey
- York Minster
- Yorkshire Air Museum